# ريغان باسترناك
ريغان باسترناك هي ممثلة كندية، ولدت في 8 مارس 1977 بتورونتو في كندا.

## أعمال

### مسلسلات
- أدوات حادة
- التحقيق في موقع الجريمة

## وصلات خارجية
- ريغان باسترناك على موقع IMDb (الإنجليزية)
- ريغان باسترناك على موقع ألو سيني (الفرنسية)
- ريغان باسترناك على موقع أول موفي (الإنجليزية)
- ريغان باسترناك على موقع قاعدة بيانات الأفلام السويدية (السويدية)
- ريغان باسترناك على موقع إن إن دي بي (الإنجليزية)
- ريغان باسترناك على موقع قاعدة بيانات الفيلم (الإنجليزية)
- ريغان باسترناك على موقع كينوبويسك (الروسية)